# Барон Реннелл
Барон Реннелл из Родда в графстве Херефордшир — наследственный титул в системе Пэрства Соединённого королевства. Он был создан 1 марта 1933 года для британского дипломата сэра Реннелла Родда (1858—1941). Он занимал должности посла Великобритании в Норвегии (1904—1905), Швеции (1904—1908) и Италии (1908—1919), а также заседал в Палате общин от Сент-Мэрилебойна (1928—1932).
Его второй сын, генерал-майор Фрэнсис Джеймс Реннелл Родд, 2-й барон Реннелл (1895—1978), являлся президентом Королевского географического общества с 1945 по 1948 год. У него не было сыновей, и ему наследовал его племянник, Джон Эдриан Тремейн Родд, 3-й барон Реннелл (1935—2006). Он был младшим сыном коммандера достопочтенного Густава Гатри Реннелла Родда, младшего сына 1-го барона Реннелла.
3-й барон Реннелл был шотландским и международным игроком в регби. В настоящее время на 2024 год носителем титула является его сын, Джеймс Родерик Тремейн Родд, 4-й барон Реннелл (род. 1978), который стал преемником своего отца в 2006 году.
Первый барон Реннелл был внуком сэра Джона Тремейна Родда (1769—1838), вице-адмирала королевского флота, и правнуком географа, историка и пионера океанографии Джеймса Реннелла (1742—1830).
Консервативный политик и пожизненный пэр, Эвелин Вайолет Элизабет Эммет, баронесса Эммет из Эмберли (1899—1980), была старшей дочерью 1-го барона Реннелла. Он заседала в Палате общин Великобритании от Ист-Гринстеда (1955—1965).

## Бароны Реннелл (1933)
- 1933—1941: Джеймс Реннелл Родд, 1-й барон Реннелл (9 ноября 1858 — 26 июля 1941), единственный сын майора Джеймса Реннелла Родда (1812—1892)[1];
- 1941—1978: Генерал-майор Фрэнсис Джеймс Реннелл Родд, 2-й барон Реннелл (25 октября 1895 — 15 марта 1978), второй сын предыдущего[2];
- 1978—2006: Джон Эдриан Тремейн Родд, 3-й барон Реннелл (28 июня 1935 — 9 декабря 2006), второй сын коммандера достопочтенного Густава Гатри Реннелла Родда (1905—1974), племянник предыдущего[3];
- 2006 — настоящее время: Джеймс Родерик Дэвид Тремейн Родд, 4-й барон Реннелл (род. 9 марта 1978), единственный сын предыдущего[4].

Нет наследника баронского титула.